# Corroy
Corroy ist eine französische Gemeinde mit 149 Einwohnern (Stand 1. Januar 2022) im Département Marne in der Region Grand Est (vor 2016 Champagne-Ardenne). Es ist Teil des Kantons Vertus-Plaine Champenoise (bis 2015 Fère-Champenoise) im Arrondissement Épernay.

## Geographie
Die Gemeinde Corroy liegt 15 Kilometer östlich von Sézanne, 44 Kilometer südwestlich von Châlons-en-Champagne und etwa 117 Kilometer östlich von Paris im Westen der Champagne sèche, der „trockenen Champagne“. Durch Corroy fließt die Maurienne, ein kleiner Nebenfluss der Superbe. Das 19,85 km² umfassende Gemeindegebiet ist bis auf die Auwälder am Flusslauf der Maurienne fast waldlos und geprägt von großflächigen Äckern auf überwiegend flachem Bodenrelief. Nachbargemeinden von Corroy sind Connantre im Norden und Nordwesten, Fère-Champenoise im Norden und Nordosten, Euvy im Osten und Nordosten, Gourgançon im Osten und Südosten, Faux-Fresnay im Süden, Angluzelles-et-Courcelles im Südwesten sowie Ognes im Westen.

## Bevölkerungsentwicklung
| Jahr                       | 1962 | 1968 | 1975 | 1982 | 1990 | 1999 | 2006 | 2011 | 2018 |
| Einwohner                  | 190  | 163  | 138  | 133  | 148  | 142  | 140  | 156  | 157  |
| Quellen: Cassini und INSEE |      |      |      |      |      |      |      |      |      |

## Sehenswürdigkeiten

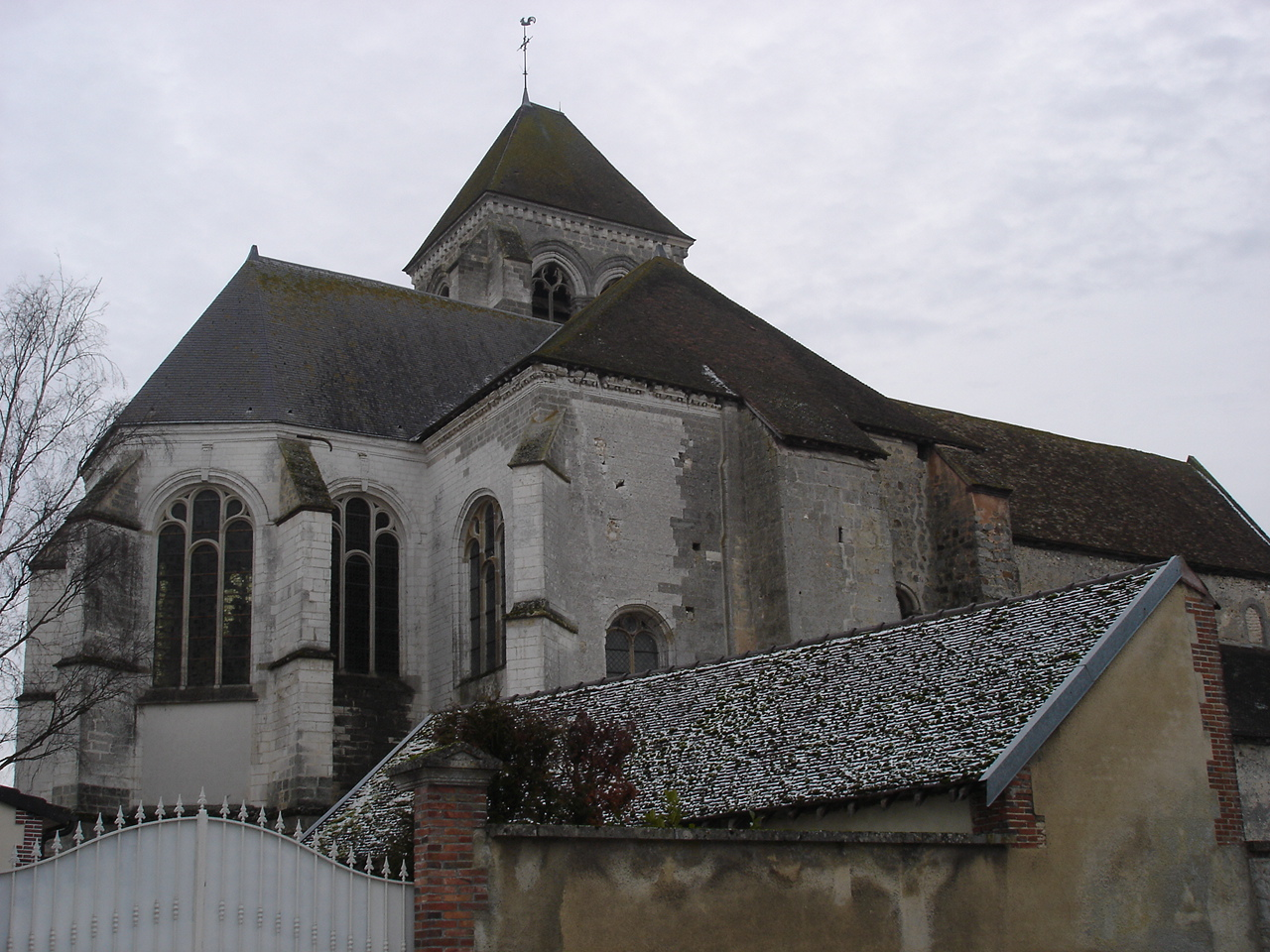
Kirche La Nativité-de-la-Sainte-Vierge

- Kirche La Nativité-de-la-Sainte-Vierge aus dem 11. Jahrhundert mit späteren Umbauten, Monument historique
- Windmühle aus dem 19. Jahrhundert